# Il libro delle case
Il libro delle case è un romanzo dello scrittore italiano Andrea Bajani, pubblicato nel 2021.

## Storia editoriale
Il libro è entrato tra i cinque finalisti al Premio Strega 2021 e al Premio Campiello Al Premio Strega, Il libro delle case è stato proposto da Concita De Gregorio.

## Trama

### Struttura
Il libro è costituito da 78 brevi capitoli, ognuno dei quali ha un titolo a tre elementi: la parola Casa, la definizione e una data. Si comincia con il 1975 e si arriva al 2021, ma non c'è un ordine cronologico apparente e le date non sono progressive. Le Case possono essere ripetute; così avviene per la Casa del sottosuolo, la Casa di Prigioniero,. Il capitolo 72, dedicato alla Casa di Tartaruga, è ambientato nel 2048. L'ultimo capitolo, senza data, è anche il terzo sui Ricordi fuoriusciti.

### Le Case
Il termine Casa accomuna spazi di diversa natura, tuttavia in grande maggioranza si tratta di luoghi di abitazione umana, con strutture edilizie (pareti, pavimenti, finestre) e un numero limitato di presenze. Vi sono anche ambienti visti attraverso lo schermo del televisore: così divengono Case ad esempio l'auto in cui è stato ucciso Poeta o quella in cui è stato rinvenuto Prigioniero, perché lo schermo è concepito come il fondo di un corridoio che si può attraversare. La cabina telefonica diventa la Casa dell'Adulterio, grazie all'unione che il filo crea tra i due amanti. Singolare è la Casa del persempre, ossia l'anello nuziale che sancisce un matrimonio come eterno, ma poiché questo matrimonio non durerà per sempre, la Casa sarà lasciata.

### Gli umani nelle Case
Nelle Case, i testimoni di quanto avviene sono gli oggetti, oppure gli occupanti umani, visti come oggetti. Non c'è discorso diretto e le rare parole pronunciate sono descritte senza commento. Gli umani hanno moltissimi pensieri ed emozioni, ma non si procede per approfondimento. La figura centrale è chiamata Io e la narrazione ruota attorno alla sua vita, iniziata nel 1975 e proseguita fino al 2021. Tutti i problemi di Io con i familiari (Padre, Madre, Sorella, Nonna, Parenti, Nonno che non esiste) spiegano quanto una fotografia o una breve sequenza sonora; non viene mai svelato per quale motivo si descrivano fatti di violenza, di strappo, di morte. Più esaustivo è il racconto dell'unione tra Io e Moglie con Bambina: Io ha preso in mano la sua vita e parteciperà alle chiusure di queste Case.

### Prigioniero e Poeta

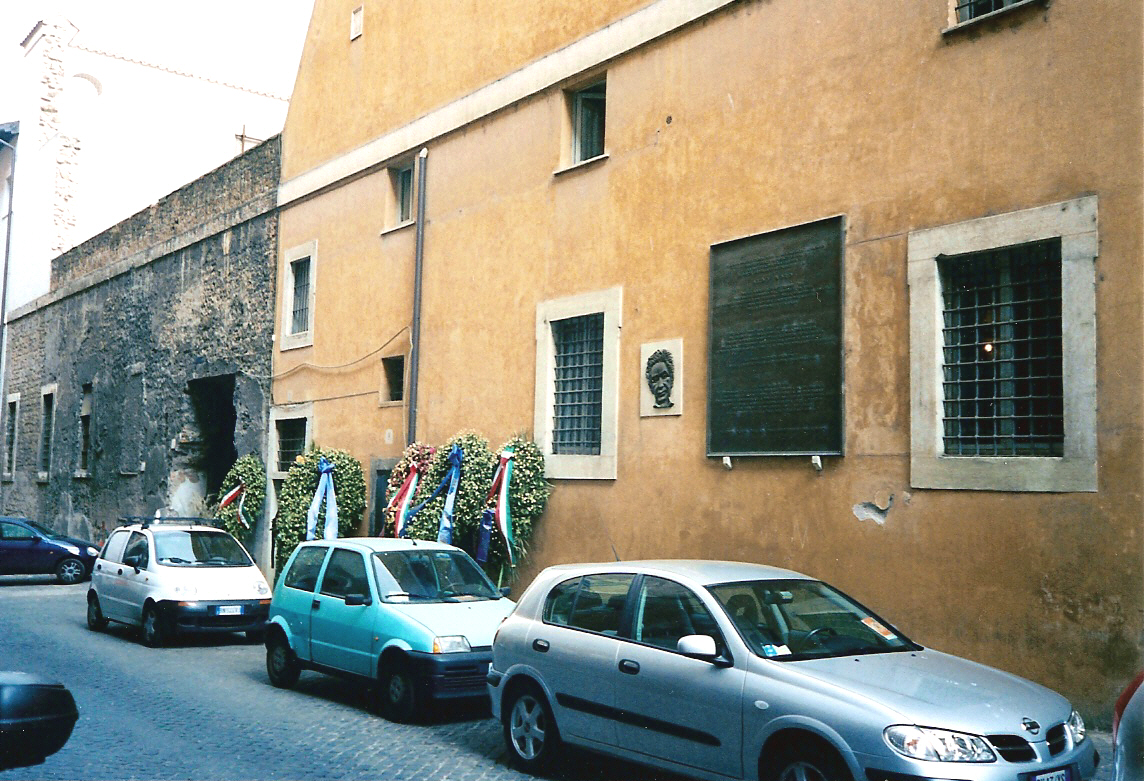
Memoriale di Aldo Moro, in via Caetani, a Roma.

Questi due personaggi, visti da Io attraverso lo schermo del televisore, non vengono mai designati per nome. Le date e le circostanze di vita e morte indicano in essi Aldo Moro e Pier Paolo Pasolini. Le loro Case sono un appartamento, due auto, uno spazio desolato all'Idroscalo di Ostia. Sono anche Case del Poeta la mappa di un appartamento e la sua realizzazione. La prima infanzia di Io è segnata dallo stillicidio di immagini televisive sui due illustri personaggi, vissute dal piccolo ancora lontano dall'età della ragione come luoghi da raggiungere infrangendo la barriera dello schermo. Queste impressioni visive e sonore presuppongono anche ciò che Io non ha visto: spari, sirene urlanti e molta altra violenza, tutto finito nella Casa dei ricordi fuoriusciti, insieme ai vari e irrisolti rapporti con la famiglia.

### La Tartaruga
È forse la creatura più viva del libro. Presente sin dal primo vagito di Io, è un animale che sta nel cortile della Casa d'inizio e vi permarrà ben oltre i confini di queste pagine. Io interagisce con Tartaruga da piccolissimo, poi con altre tartarughe quando sarà più adulto. E vi sono anche le tartarughe lasciate in un laghetto, le quali hanno finito con l'allontanare le nutrie. Legata perennemente al suo carapace, è l'esempio perfetto di casa in cui si controlla tutto. Ma Io vede la proiezione della sua tartaruga in mille cose, come la forma di un celeberrimo monumento romano, oppure nelle scarpe che indossa mentre sta con Moglie e Bambina.

## Edizioni
- Andrea Bajani, Il libro delle case, Narratori Feltrinelli, Milano 2021 ISBN 978-88-07-03433-6